# Andrea Norheim
Andrea Norheim (født 30. januar 1999) er en kvindelig norsk fodboldspiller, der spiller midtbane/angreb for danske HB Køge i Elitedivisionen. Hun har spillet flere ungdomslandskampe for Norge.
Hun blev delt topscorer ved U/19-EM i fodbold for kvinder 2018 i Schweiz med to mål, hvor det norske hold vandt bronze.

## Klubkarriere

### Klepp IL (2015-2016)
Hun startede hendes karriere som 16-årig for den norske topklub Klepp IL i Toppserien, hvoraf hun scorede hendes første mål den 29. marts 2015 mod Vålerenga. Efter sin første sæson i Toppserien, blev hun inviteret til et træningsophold i den franske storklub Olympique Lyonnais Féminin i februar 2016. Efter træningsopholdet i Frankrig, vendte hun tilbage til Klepp IL, hvor var spilletid efterfølgende blev minimal, og Norheim udtalte i et interview med NRK, at hun følte, at der var usportslige årsager til, at hun ikke fik lov til at spille og at hun blev frosset ude af klubben. Udtalelserne førte til, at klubledelsen nægtede Norheim at spille i Toppserien, hvilket resulterede i hun skulle spille for klubbens 2. hold.
Forinden hendes seniorkarriere startede, spillede hun i hendes ungdomskarriere for Bryne FKs drengehold. Der spillede hun blandt andet sammen med den norske verdensstjerne Erling Braut Haaland.

### Olympique Lyonnais (2016-2018)
I starten af juni 2016 blev Norheim præsenteret i den franske storklub, som netop havde vundet UEFA Women's Champions League 2015-16 for tredje gang. Som bare 17-årig blev hun truppens yngste spiller og spillede bl.a. sammen med stjernerne Ada Hegerberg, Eugénie Le Sommer, Wendie Renard og mange flere. Hun fik sin officielle debut for klubben i en pokalkamp mod CS Ambilly i januar 2017, hvor hun scorede efter bare tre minutter på banen. I sæsonen vandt Lyon vandt både den hjemlige liga Division 1 Féminine, pokalturneringen og UEFA Women's Champions League 2016-17, uden at Norheim fik nogen spilleminutter i ligaen.

### Piteå IF (2018-2019)
I slutningen af december 2017 skrev Norheim under med den svenske topklub Piteå IF, med hvem hun blev svensk mester med i Damallsvenskan 2018. Den efterfølgende sæson var Norheim ude i med en længere skadesperiode og holdet forsvarede ikke deres titel.

### Avaldsnes (2020-2021)
Hun vendte hjem til norsk fodbold lige før hun fyldte 21 i januar 2020, og skrev under for Avaldsnes IL i Toppserien. I truppen kæmpede Norheim med den norske landsholdspiller Elise Thorsnes om pladsen på midtbanen og måtte flere gange være andetvalget. Hun fik dog en større rolle på holdet, den efterfølgende, da truppen var meget skadesplaget.

### HB Køge (2022-)
I januar 2022 skrev hun under med de forsvarende danske mestre fra HB Køge, gældende frem til udgangen af 2022/23-sæsonen. Hun fik først hendes debut den 1. april 2022 mod Brøndby IF, da mesterskabsslutspillet i Elitedivisionen 2021-22 begyndte. Cheftræner i klubben, Søren Randa-Boldt, udtalte følgende om Norheims skifte til Danmark:
| Citat | Vi er meget tilfredse med at det er lykkedes, at lokke Andrea hertil. Hun har både erfaring og samtidig en alder, hvor hun stadig kan blive endnu bedre. Men niveauet er højt, så vi forventer at hun kan bidrage med det samme, og så er det selvfølgelig en kæmpe fordel, at hun kan begå sig på flere pladser også. | Citat |
|       | |       |